# رواية الأشرام
ذا أشرام هي روايه صدرت عام ٢٠٠٥ بواسطه كاتبه هنديه ستار ميمون. هذه الرواية عن شابه مظلومه ومضطهدة في الهند.

## ملخص
يحاول جوناثان كينجسلي ان يحمي نفسه من الافكار الانتحارية بعد وفاة زوجته.. وذلك من خلال السفر إلى هيمالايا حيث هناك ما يسمى بالحبس الروحي أو المنسك الروحي.. ويعرف باسم الاشرم ليجلب السلام من خلال عمل تطوعي. حيث الدكتور يبحث ليحد عذر للبقاء على قدى يد الحياه وسيتا تكافح لتبقى زوجها على قيد الحياه. لاجل حبها وسلامتها.
حيث سكان مدينه بارامدي خضعوا لرغبات واماني المالك المحلي والذي يعرف بالشيطان.. انه عندما يموت زوجها سيتا يجب ان تتسلق على محرفة لتحرق نفسها مع  جسد زوجها.

## جوائز وترشيحات
رواية اشرم فازت بالجائزة الأولى في الكتاب الدوليين Writer’s Digest Internacional حيث هذا الكتاب نشر ذاتيا عام ٢٠٠٥ وهو من فئه الكتب الملهمه وايضا اشرم أو هذه الرواية حازت على المرتبة الثالثه في Pen / Nob Hill Soulmaking Contest وايضا حصل هذا الكتاب على حقوق الفلم  في ٢٠٠٨